# Bräckelinjen
Bräckelinjen var en spårvägssträcka i Göteborg, från Eketrägatan till Bräcke (Londongatan).

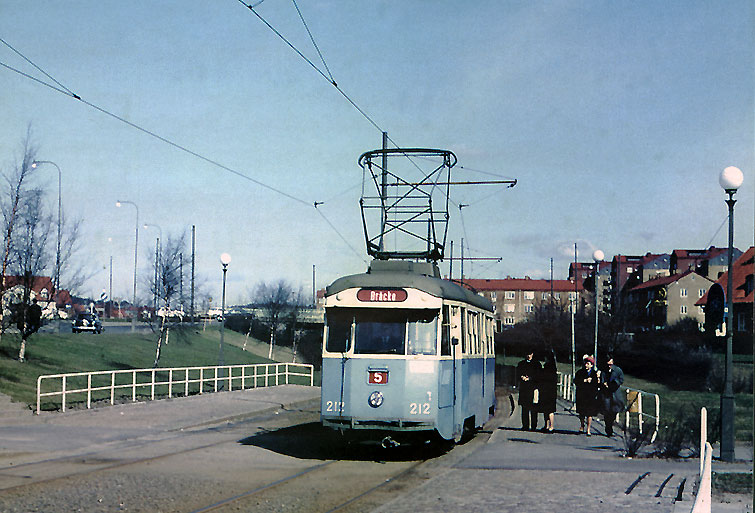
ASEA-motorvagn nr 212 vid Vårvindsgatan 1967

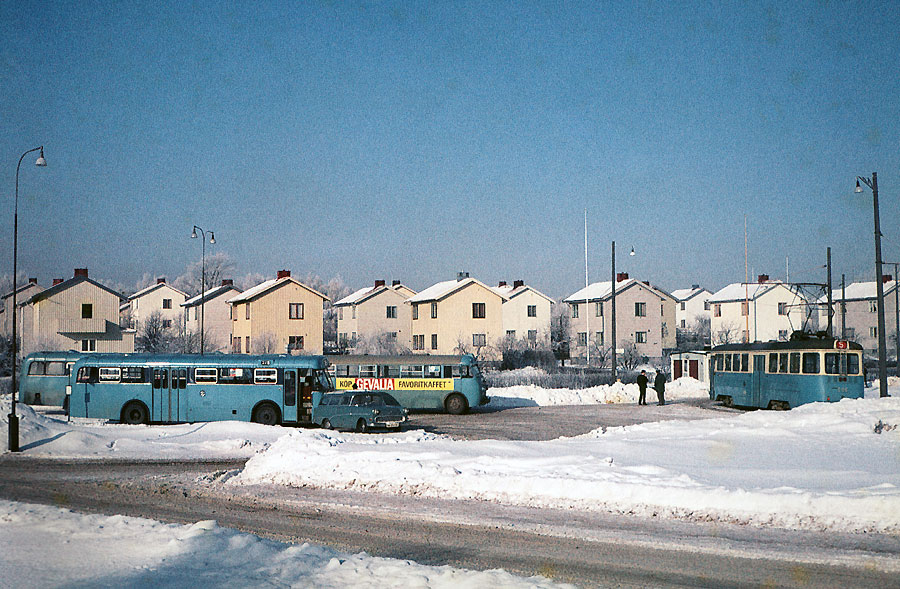
Bräckelinjens vändslinga vid Londongatan vintern 1966 med anslutande busslinjer 32 till Färjenäs, 48 till Arendal och 49 till Torslandaverken

|  | Planned waterway |

| Unknown BSicon "uexSTR+l" | Unknown BSicon "ueABZg+r" |

| Unknown BSicon "uexHST" | Urban station on track |

| Unknown BSicon "uexHST" | Urban straight track |

| Unknown BSicon "uexHST" | Urban straight track |

| Unknown BSicon "uexHST" | Urban straight track |

| Unknown BSicon "uexKBHFe" | Urban straight track |

|  | Planned waterway |

|  | Planned waterway |

| Unknown BSicon "uexSTR+l" | Unknown BSicon "ueABZg+r" |

| Unknown BSicon "uexHST" | Urban station on track |

| Unknown BSicon "uexHST" | Urban straight track |

| Unknown BSicon "uexHST" | Urban straight track |

| Unknown BSicon "uexHST" | Urban straight track |

| Unknown BSicon "uexKBHFe" | Urban straight track |

|  | Planned waterway |

## En kort linje
Linjen startade 1955 som en komplementlinje till linje 5. Man hade i åtanke att förlänga linjen genom Lundby Egna Hemsområdet över Älvsborgsbron till Karl Johansgatan. Kommunen hade dock svårt att finansiera Älvsborgsbron, och man var tvungen att söka statsbidrag för byggandet. Det skulle emellertid innebära att det inte blev några spårvagnsspår över bron, då detta skulle fördyra brobygget. Därmed stod det klart att Bräckelinjen skulle stanna på Hisingen, och det blev också dödsstöten för linjen som sådan. Den lades ner den 4 november 1968, då den ersattes med bussar som redan gick parallellt med linjen.

## Delade tåg och förvirring
Vartannat vagnståg på linje 5 "delades" vid Eketrägatan så att främre vagnen gick till Biskopsgården och den bakre till Bräcke. Senare skapade man istället en "förstärkningslinje" mellan Drottningtorget och Bräcke, och lät samtliga vagnar på linje 5 gå till Biskopsgården. Anledningen var att delningen inte fungerade tillfredsställande för resenärerna. Vagnarna var bl.a. på den tiden utrustade med brevlådor baktill. Alla vagnar hade inte brevlådor och passagerarna kunde inte lita på att just deras vagn hade en brevlåda som man kunde posta sina brev i när man steg av.
Det gällde också att redan när man steg på vagnen i stan, veta vilken vagn som man satt i, för att kunna komma rätt.
Tidtabellsmässigt hette Bräckelinjen 15, men spårvagnarna skyltades alltid som en femma, en vit femma på röd botten, som det är än idag. Detta bidrog ju till att förvirra ovana passagerare.

## Spårvägsarkeologi
Idag återstår bara en liten bit spår av den forna Bräckelinjen. Spåret är inhägnat och används som halkövningsbana för spårvagnsförare. Bl.a. häller man en miljövänlig såpa på spåret för att simulera halka. Bortom halkkörningsspåret återstår idag banvallen som gång- och cykelbanor. En viadukt som spårvagnarna gick under har kvar borrhålen för upphängningen av kontaktledningen. Den forna vändslingan är idag gräsbevuxna fotbollsplaner. I detta grönområde med fotbollsplanerna, kan man än idag skönja en mycket liten nivåskillnad där spåret en gång låg, detta syns bäst i sena eftermiddagars släpljus.

## Nya planer?
Under 2000-talet har det förts mer eller mindre seriösa diskussioner om att åter öppna Bräckelinjen, och låta den ansluta till den planerade spårvägen på Norra Älvstranden, som idag trafikeras av stombusslinje 16. Problemet är att det inte bor så många längs sträckan. Den nya spårvägen på Norra Älvstranden planeras istället gå till Pölsebo där ett stort bostadsområde med lägenheter byggts.

## Vändslingan vid Eketrägatan
Vid Bräckelinjens början, vid Eketrägatan ligger vändslingan kvar, denna har i egentlig mening aldrig tillhört just Bräckelinjen, utan har genom åren varit ordinarie vändslinga åt ömsom linje 2, linje 10 och linje 6, eller en möjlighet att kortvända försenade 5:or eller extravagnar.

## Nedlagd linje
Bräckelinjen brukar rubriceras som Göteborgs spårvägars enda helt nedlagda linje. 